# 양성지
양성지(梁誠之, 1415년~1482년)는 조선 전기의 문신, 학자, 작가이다. 역사학·지리학에 밝았다. 본관은 남원. 자는 순부(純夫) 호는 눌재(訥齋)·송파(松坡), 시호는 문양(文襄). 세종부터 성종까지 6명의 왕을 섬기며, 관직은 숭정대부 행이조판서 겸 판의금부사에 이르렀다.

## 생애
6세에 학문을 시작하여 9세에는 글을 지었다고 한다. 사마시에 급제한 후 다시 세종 23년 과거에 급제, 훈구파의 중진으로 세종의 총애를 받았고, 《고려사》 개찬(改撰)에 참여하였으며, 단종 1년에는 《조선도도》(朝鮮都圖) 《팔도각도》(八道各圖)를 작성, 다음 해 《황극치평도》(皇極治平圖)를 편찬, 1455년(세조 1년)에는 《팔도지리지》를 편찬, 1463년에는 《동국지도》(東國地圖)를 찬진하였다.
그는 서적의 보존·간행에 힘써 10조의 상소를 한 적도 있고, 《세조실록》 《예종실록》 편찬에도 참여하였고, 1471년 성종의 즉위를 도운 공로로, 좌리공신에 녹훈되었다. 1481년에는 《동국여지승람》편찬에 참여하였다. 그는 1481년 서적의 인간(印刊)·수장(收藏)에 대해 12조의 건의문을 올리기도 하였다.

## 사후
김포의 대포서원, 수안사 등에 제향되었다. 후에 임진왜란때의 장군 원균은 그의 외4대손이다.

## 가족 관계
- 할아버지: 양석융(梁碩隆)
  - 아버지: 양구주(梁九疇)
  - 어머니: 권담(權湛)의 딸
    - 부인: 변상근(邊尙覲)의 딸
      - 장남: 양원(梁瑗)
        - 손자: 양치(梁治)
        - 손자: 양제(梁濟)

      - 차남: 양수(梁琇)
        - 손자: 양윤(梁潤)

      - 삼남: 양찬(梁瓚)
        - 손자: 양형(梁泂)
        - 손자: 양숙(梁淑)

      - 삼남: 양호(梁琥)
        - 손자: 양결(梁潔)
        - 손자: 양활(梁活)
        - 손자: 양연(梁淵)
        - 손자: 양윤근(梁允謹)

## 저서
- 눌재집

## 같이 보기
- 신숙주
- 이순지
- 사방지
- 김담
- 원균
- 김정호